# Patria potestas
De patria potestas van de pater familias was de vaderlijke macht die het ius vitae necisque (recht over leven en dood) van alle leden van de familia inhield. De pater familias was moreel verplicht voor tuchtiging een familieraad bijeen te roepen. De censor had bovendien de bevoegdheid om patres familias die het te bont maakten uit hun stand te zetten. Aldus werd de patria potestas niet op dagelijkse wijze misbruikt, hoewel we in de bronnen toch enkele afzonderlijke gevallen vinden. De opmerkelijke positie van de pater familias kwam duidelijker naar voren in diens controle over het vermogen van de familia.
Toch uitte de patria potestas zich ook op een naar moderne waarden ontstellende manier, namelijk de beslissingsmacht van de pater familias over het buitenzetten van nieuwgeborenen, die de pater familias niet kon of wilde dulden, hetzij uit financiële overwegingen, hetzij omdat ze bastaarden, geestelijk gehandicapt of 'slechts' meisjes waren. Het achterlaten van pasgeboren kinderen op publieke vuilnishopen was in de hele Romeinse wereld tot 374 n.Chr. legaal. De kinderen vervielen hierdoor in de dood of in het beste (of slechtere/slechtste - als men het adagium "beter korte pijn; dan lange pijn" aanhangt) geval in slavernij.
Om als kind in leven te blijven was het nodig dat de vader aan wiens voeten het bij de geboorte gelegd werd het optilde (wat men suscipere of tollere noemde). Hun naam en religieuze wijdingen ontvingen jongens op de negende, meisjes op de achtste dag (dies lustricus). Daarop werden ze in het ouderlijke huis opgenomen en onderricht.